# Métro de Cochin

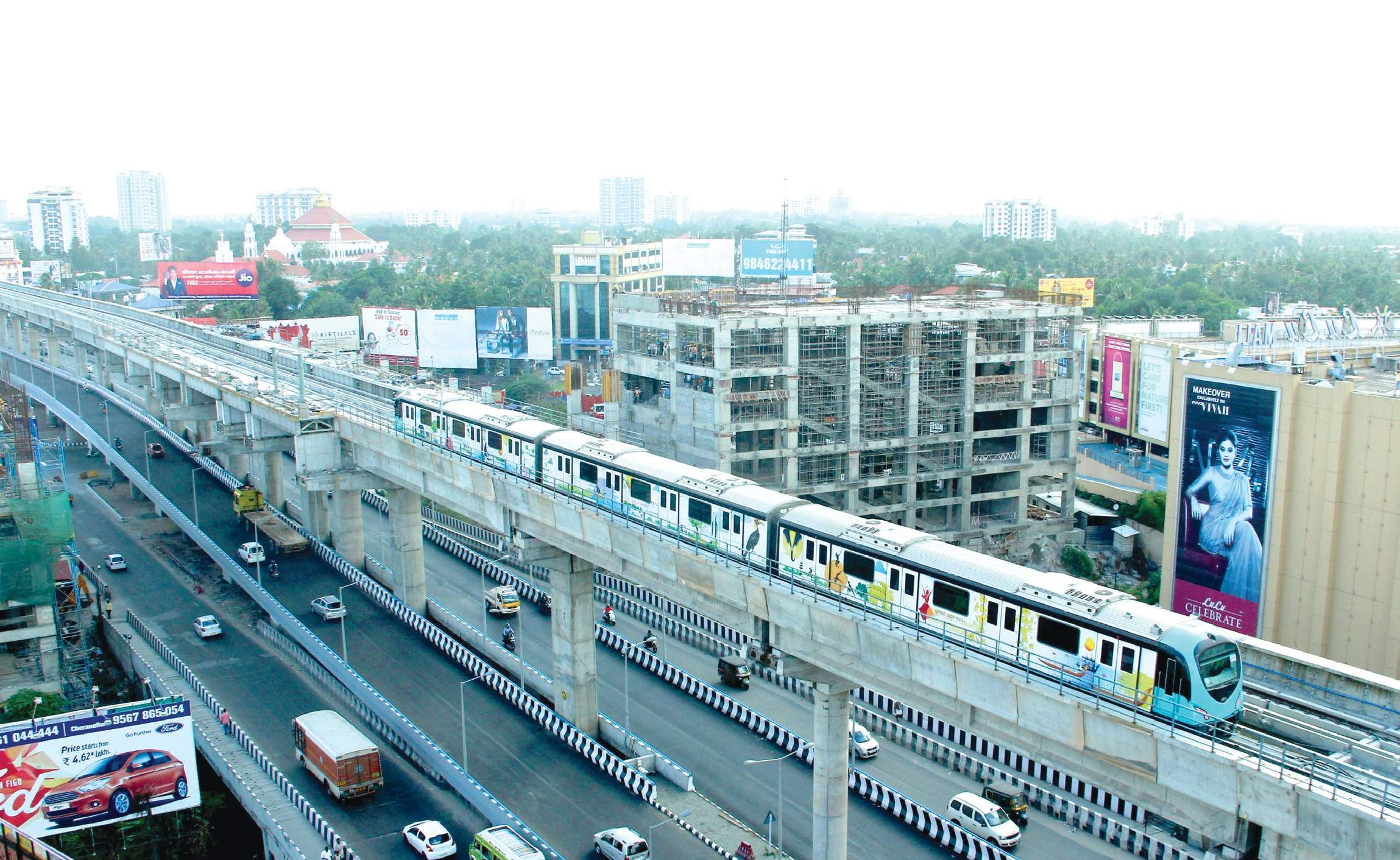
Rame circulant sur le viaduc.

Le métro de Cochin (Kochi en anglais) est une partie du réseau de transport en commun de la ville la plus peuplée de l'État du Kerala dans le Sud de l'Inde. Le métro est composé d'une unique ligne inaugurée en juin 2017. Les rames de 65 mètres de long circulent sur viaduc et reçoivent le courant par un système de troisième rail. La ligne unique en opération d'une longueur de 23,8 km et comprenant 21 stations doit être prolongée pour atteindre 25,6 km et 22 stations.

## Historique
La construction du métro de Cochin a été lancée en 2012 après une longue phase de maturation qui commence en 2004 lorsque le gouvernement du Kerala approuve la construction d'une ligne ferroviaire urbaine pour la ville de Kochi. DMRC est choisi comme consultant pour un projet de 27 km dont les travaux devaient débuter en 2006 pour une mise en service en 2011. Le projet est toutefois retardé du fait d'hésitations dans le choix du tracé et de l'échec d'un financement venant du secteur privé. Un financement est finalement trouvé en janvier 2009. Un prêt sera accordé en février 2014 par l'Agence française de développement. Les études détaillées du projet sont finalisées en août 2011.
Les choix technologiques sont définis et la construction des infrastructures démarre officiellement en juin 2013. La mise en service commercial de la ligne de 25 km de long et de 22 stations est alors prévue en mars 2016.
Des appels d'offres concernant le système sont lancées à partir de juillet 2013. Alstom est choisi pour le matériel roulant en octobre 2014, ainsi que pour la signalisation en janvier 2015,. Le matériel roulant est dévoilé en septembre 2015. Les premiers trains sont livrés en janvier 2016,. La conception des trains est issue d'une coopération franco-indienne. Tous les trains ont été fabriqués en Inde. L'équipementier Faiveley en fournit une partie des éléments.
Le gouvernement du Kerala approuve une seconde extension de 11,2 km de la ligne 1 du métro en construction en novembre 2015. Il approuve également en juin 2019 une modification du projet d'extension.
Le premier tronçon Aluva - Palarivattom, entièrement en viaduc, long de 13,3 km et de 11 stations, est inauguré le 19 juin 2017,. Une première extension Palarivattom - Maharaja’s College de 5 km et de 5 stations devient opérationnelle le 3 octobre 2017,. Une autre extension de 5,5 km et de 5 stations, de Maharaja’s College à Thykoodam, est inaugurée en septembre 2019,. Une dernière extension de Thykoodam vers Petta est en cours de construction.

## Réseau actuel

### Aperçu général
La ligne est construite sur viaducs réalisés en béton précontraint. Elle est longue de 23,8 km et comporte 21 stations. Les stations disposent de quais longs de 70 mètres.

### Matériel roulant
Les 25 rames de la gamme Alstom Metropolis ont été livrées et testées en 2016 par le constructeur Alstom pour les débuts de l'exploitation. Elles sont longues de 65 mètres et sont alimentées par troisième rail (750 volts dc). Elles sont composées de trois voitures de 2,9 mètres de large comportant chacune 3 portes coulissantes à ouverture automatique. Chaque rame peut transporter 975 passagers et comporte 136 places assises. L'intercirculation permet aux voyageurs de se déplacer d'une voiture à l'autre.
Les trains sont équipés du système d'automatisation Alstom CBTC Urbalis 400.

### Exploitation
Les rames circulent de 6 h à 22 h. La fréquence est de 7 min en journée (de 8 h 30 à 19 h) et descend à 15 ou 20 min (selon la direction) aux heures creuses du matin et du soir.

### Personnel
L'entreprise exploitant le métro compte, en 2019, 80 % de femmes parmi ses 1 300 employés. En 2017, elle a également procédé au recrutement de 60 femmes trans, dont une douzaine restent employées en 2019. La forte part de salariat féminin aurait notamment favorisé la mise en place de salles d'allaitement.

## Projet d'extensions
Une extension du réseau (phase II) est en voie de réalisation, mais la phase III, d'Aluva à Angamaly, se heurte à des difficultés financières.